# Програмний рушій
Програ́мний руші́й (англ. software engine) або частіше просто рушій — у програмуванні — ядро комп'ютерної програми для реалізації конкретної прикладної задачі, щоб відрізнити її від наповнення і зовнішнього вигляду конкретної програми. Рушій може мати форму програми, частини програми, комплексу програм або бібліотеки, залежно від завдання і реалізації. Як правило, рушій виділяється з програми для використання в декількох проєктах і/або роздільної розробки/тестування.
Використання готового рушія при розробці програми, сайту, відеогри або іншого продукту скорочує час розробки, дозволяє приділити більше часу розробці інших підсистем, наприклад користувацькому інтерфейсу або інформаційної наповненості сайту. Продукти, вироблені з використанням рушіїв, успадковують їхні можливості і потужності, але, разом з тим, і помилки і проблеми безпеки.

## Типи програмних рушіїв
Поширеними прикладами рушіїв є
- Пошуковий рушій (англ. search engine) — основа пошукових систем. Різні пошукові системи можуть працювати на одному рушії.
- Рушієм сайту часто називають систему керування вмістом сайту
  - Зокрема, вікі-рушій — програма, що служить для перетворення вікірозмітки у зрозуміле людині представлення, найчастіше у формат HTML
  - Форумний рушій — програма (набір скриптів) для забезпечення діяльності вебфорумів, забезпечують певний набір функціоналу для учасників цих інтернет-сервісів
- Браузерний рушій — програма для перетворення HTML-розмітки сайту в зручне користувачеві подання у веббраузері (наприклад, текст «<i>курсив</i>» буде перетворений браузерним рушієм в «курсив»). Найвідоміші браузерні рушії: Gecko, Microsoft Trident, Presto (Opera), KHTML, WebKit.
- Рушій JavaScript — реалізація функціональності скриптової мови JavaScript в браузері або у серверному виконанні
- Графічний рушій — система відображення прикладного оточення (наприклад, віконний інтерфейс[en] або рушій відображення (рендерингу) об'ємної сцени)
- Голосовий рушій (text-to-speech engine; TTS) — програма, на вхід якої подається текст, а на виході синтезується вимова. Найвідоміші голосові рушії Lernout & Hauspie, Digalo, IBM ViaVoice TTS, eSpeak, Festival.
- Фізичний рушій — система, що відповідає за симуляцію фізики реального тіла.
- Ігровий рушій — комплекс підтримки гральної ситуації комп'ютерної гри, що включає об'єктну підтримку, процедури гральної стратегії комп'ютерних персонажів, її візуальне та звукове супроводження тощо. Гральний рушій може використовувати для реалізації окремих завдань спеціалізовані рушії.
- Рушій бази даних (англ. database engine або англ. storage engine) — ядро зберігання даних СУБД.